# Galepsus fallax
Galepsus fallax es una especie de mantis de la familia Tarachodidae.

## Distribución geográfica
Se encuentra en Ruanda y Burundi.